# Pour It Up
«Pour It Up» es una canción de la cantante barbadense Rihanna, incluida en su séptimo álbum de estudio Unapologetic (2012). Fue estrenada en radios el 8 de enero de 2013 como tercer sencillo oficial del álbum y, tras varios retrasos, fue estrenado su video el 2 de octubre del mismo año. 
«Pour It Up» fue coescrita y producida por Michael Williams y coproducida por J-Bo. Se trata de un estilo club con un toque hip hop. Líricamente, Rihanna se jacta de su riqueza en la canción, una declaración de independencia. «Pour It Up» recibió una respuesta mixta de los críticos, algunos de los cuales lo citan como un punto culminante en su álbum, mientras que otros sentían que estaba fuera de lugar.
Tras su lanzamiento como sencillo en Estados Unidos, «Pour It Up» debutó en el número 90 en el Billboard Hot 100, en la que finalmente alcanzó el puesto número 19. Al mismo tiempo, llegó al número 1 en el Hot R&B/Hip-Hop Airplay, siendo el segundo sencillo de Rihanna y llegó al número 6 en el Hot R&B/Hip-Hop Songs. Rihanna interpretó la canción en su quinta gira, Diamonds World Tour y después como parte del espectáculo de medio tiempo del Super Bowl LVII.

## Antecedentes y producción
Rihanna comenzó "a trabajar en el nuevo sonido" para su séptimo álbum de estudio en marzo de 2012 a pesar de que aún no había comenzado la grabación. El 12 de septiembre de 2012,  Def Jam anunció en Francia a través de Twitter que Rihanna lanzaría un nuevo sencillo de la semana próxima, mientras que su séptimo álbum de estudio sería lanzado en noviembre de 2012. Sin embargo, el tuit fue eliminado en breve y reemplazado por otro que aclara que "más información estará disponible mañana, jueves, 13 septiembre" A través de su cuenta oficial en Twitter, Rihanna publicó una serie de "bromas" mediante tuits, anunciando noticias sobre su séptimo álbum de estudio Unapologetic, que se publicó el 19 de noviembre de 2012.

## Recepción crítica
La canción recibió críticas mixtas. Andy Kellman de Allmusic calificó de "convincente", escribiendo que "ella está en su mejor momento". Kellman también señaló que la canción "Tiene característica fría y sombria, en pleno auge de su carrera", también alaba "de Rihanna charla de la basura "  escribiendo que es "otra cosa, a sus antiguas canciones". Jon Caramanica de New York Times comentó que "suena como una pista del equipo ambient-goth Salem podría ser para un club de striptease". Alex Macpherson escribió que "Rihanna pasa por desprecio desdeñoso simple y aterroriza con su foco en blanco e implacable ".Caryn Ganz de giro llamó "caprichoso y turbio".Andrew Hampp de Billboard nombró a "Pour It Up" como una canción "simplemente irresistible, para el público".
Jessica Hopper de Pitchfork Media se mezcló también, escribiendo que en "Pour It Up", "ella suena alternativamente robótica y narcotizada". Dan Martin de NME criticaron la canción por "matar el estado de ánimo", calificándolo de "como un Club de tonterías ". Philip Matusavage de MusicOMH fue negativa, comentar que el "sentido del trauma emocional se manifiesta de forma diferente en el álbum", que calificó de "repugnante", mientras que Randall Roberts, de Los Angeles Times nombró "una pista nauseabunda".Sarah H. Grant de Consequence of Sound refleja que "la efervescencia de su brecha Good Girl Gone Bad se pierde a un lugar sin esperanza " citando a Pour It Up,como un ejemplo.

## Video musical
El video musical se estrenó el 2 de octubre del mismo año. En el video se puede ver a Rihanna en un club como una estríper, además de otras escenas en las que realiza twerking y slutdrop en una silla de oro.

## Remezclas
Muchos raperos han hecho su propio remix de la canción, incluyendo a Lil Kim, French Montana, Tryna, Mr Papers entre otros.
Rihanna publicó el Remix oficial de la canción en Twitter, la cual cuenta con la colaboración de Juicy J, Rick Ross, Young Jeezy y T.I.

## Listas y certificaciones

### Semanales
| Lista (2013)                                | Mejor posición |
| ------------------------------------------- | -------------- |
| Australia (ARIA)                            | 55             |
| Bélgica (Flandes) (Ultratip Bubbling Under) | 18             |
| Bélgica (Valonia) (Ultratip Bubbling Under) | 17             |
| Canadá (Canadian Hot 100)                   | 49             |
| República Checa (Rádio Top 100)             | 75             |
| Francia (SNEP)                              | 81             |
| Irlanda (IRMA)                              | 56             |
| Reino Unido (UK R&B Chart)                  | 8              |
| Estados Unidos (Billboard Hot 100)          | 19             |
| Estados Unidos (Hot R&B/Hip-Hop Songs)      | 6              |
| Estados Unidos (Hot Dance Club Songs)       | 29             |

### Anuales
| Lista(2013)          | Posición |
| -------------------- | -------- |
| US Billboard Hot 100 | 70       |

### Certificaciones
| País           | Organismo certificador | Certificación | Ventas certificadas | Ref.   |
| -------------- | ---------------------- | ------------- | ------------------- | ------ |
| Estados Unidos | RIAA                   | 2× Platino    | 2 000 000           | [ 13 ] |

## Historial de lanzamientos
| País           | Fech                | Formato                | Discográfica       |
| -------------- | ------------------- | ---------------------- | ------------------ |
| Estados Unidos | 8 de enero de 2013  | Urban radio            | Def Jam Recordings |
| Reino Unido    | 3 de abril de 2013  | Contemporary hit radio | Def Jam Recordings |
| Estados Unidos | 9 de abril de 2013  | Contemporary hit radio | Def Jam Recordings |
| Reino Unido    | 18 de abril de 2013 | Urban radio            | Def Jam Recordings |

## Remix
«Pour It Up»  fue remezclada con versos de los raperos estadounidenses Young Jeezy, Rick Ross, Juicy J y T.I., y es una versión extendida de la versión solista original incluida en Unapologetic (2012). El remix fue lanzado mundialmente a través de iTunes el 20 de marzo de 2013.

### Antecedentes y composición
El 4 de marzo de 2013, se reportó que Rihanna estaba enlistando a varios raperos para que formaran parte del remix oficial de "Pour It Up". El reporte especuló la aparición de Juicy J, 2 Chainz, T.I., Rick Ross y Young Jeezy. El remix oficial fue lanzado mundialmente, y cuenta con la participación de Young Jeezy, T.I., Rick Ross y Juicy J. Más tarde, otra versión sin masterizarse del remix fue lanzada, con 2 Chainz rapeando un verso después de T.I.
Los versos de Rihanna permanecieron intactos, sólo se agregó uno para cada rapero. Jeezy comienza la colaboración diciendo "throwing hundreds" y "listening to Kendrick Lamar". Rick Ross continúa con: "Dollar after dollar/ Bottle after Bottle/ Late for you haters even though my plane chartered", y rapea sobre "sexy ladies". Esto es seguido por un verso de Juicy J prometiendo "I'll make it rain, shawty/ You might need a raincoat", y finalmente un verso de T.I.

### Historial de lanzamientos
| País           | Fecha               | Formato          | Discográfica    |
| -------------- | ------------------- | ---------------- | --------------- |
| Austria        | 20 de marzo de 2013 | Descarga digital | Universal Music |
| Canadá         | 20 de marzo de 2013 | Descarga digital | Universal Music |
| Dinamarca      | 20 de marzo de 2013 | Descarga digital | Universal Music |
| Finlandia      | 20 de marzo de 2013 | Descarga digital | Universal Music |
| Francia        | 20 de marzo de 2013 | Descarga digital | Universal Music |
| Alemania       | 20 de marzo de 2013 | Descarga digital | Universal Music |
| Italia         | 20 de marzo de 2013 | Descarga digital | Universal Music |
| Países Bajos   | 20 de marzo de 2013 | Descarga digital | Universal Music |
| Nueva Zelanda  | 20 de marzo de 2013 | Descarga digital | Universal Music |
| Noruega        | 20 de marzo de 2013 | Descarga digital | Universal Music |
| España         | 20 de marzo de 2013 | Descarga digital | Universal Music |
| Suecia         | 20 de marzo de 2013 | Descarga digital | Universal Music |
| Suiza          | 20 de marzo de 2013 | Descarga digital | Universal Music |
| Reino Unido    | 20 de marzo de 2013 | Descarga digital | Mercury Records |
| Estados Unidos | 20 de marzo de 2013 | Descarga digital | Def Jam Records |
| Australia      | 22 de marzo de 2013 | Descarga digital | Universal Music |